# Cercopitec

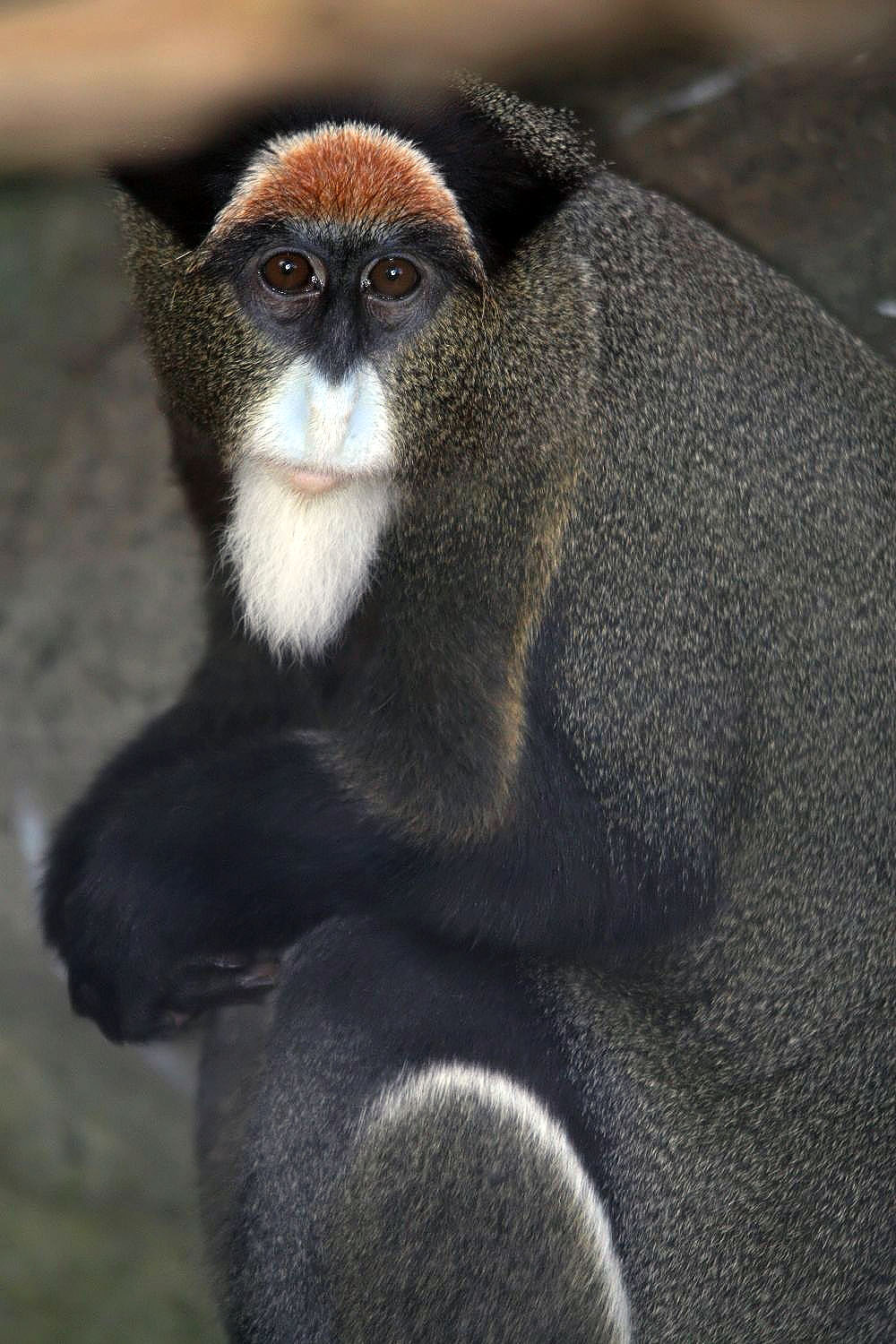

Cercopitecul (în latină Circopithecus) este un gen de animale arboricole din familia Cercopithecidae. Trăiește în pădurile tropicale și ecuatoriale din Asia, Africa și America.